# Philippe Vatuone
Philippe Vatuone (n. 13 aprilie 1962, Sète, Sète Agglopôle Méditerranée⁠(d), Franța) este un gimnast artistic ce a reprezentat Franța, medaliat olimpic. A participat la o ediție a Jocurilor Olimpice (1984) în care a câștigat o medalie de bronz.

## Participări
Lista de mai jos prezintă principalele competiții la care a participat Philippe Vatuone de-a lungul carierei.
- gymnastics at the 1984 Summer Olympics – men's floor[*]